# Trichoclinocera feuerborni
Trichoclinocera feuerborni är en tvåvingeart som beskrevs av Engel 1931. Trichoclinocera feuerborni ingår i släktet Trichoclinocera och familjen dansflugor. Inga underarter finns listade i Catalogue of Life.